# Nightclubbing
Nightclubbing – piąty album muzyczny jamajskiej piosenkarki Grace Jones wydany w 1981 roku przez Island Records.
Album został wyprodukowany przez Chrisa Blackwella i Alexa Sadkina; muzycznie kontynuował on nowofalowe brzmienie z elementami reggae zapoczątkowane na Warm Leatherette. W nagraniach Jones ponownie wspomagali m.in. jamajscy muzycy Sly & Robbie i Uziah Thompson. Androgyniczny wizerunek artystki na okładce zaprojektował jej ówczesny partner, Jean-Paul Goude. Oprócz premierowych kompozycji, płyta zawierała covery z repertuaru takich wykonawców jak Flash and the Pan, Bill Withers, Iggy Pop i Astor Piazzolla. „Pull Up to the Bumper” i „I've Seen That Face Before (Libertango)” stały się jednymi z najbardziej znanych przebojów Grace Jones. Sam album był jej największym dotychczasowym sukcesem komercyjnym i otrzymał też przychylne recenzje. Czasopismo NME uznało Nightclubbing za najlepszą płytę roku 1981, w swoich rocznych zestawieniach krążek umieściły też takie magazyny jak Melody Maker i Sounds. Płyta była promowana trasą koncertową A One Man Show. W 2014 roku ukazała się rozbudowana, dwupłytowa edycja albumu.

## Lista utworów
Strona A
1. „Walking in the Rain” – 4:18
2. „Pull Up to the Bumper” – 4:41
3. „Use Me” – 5:04
4. „Nightclubbing” – 5:06

Strona B
1. „Art Groupie” – 2:39
2. „I've Seen That Face Before (Libertango)” – 4:30
3. „Feel Up” – 4:03
4. „Demolition Man” – 4:03
5. „I’ve Done It Again” – 3:51

## Notowania i certyfikaty
| Kraj                              | Najwyższa pozycja |
| --------------------------------- | ----------------- |
| Australia                         | 19                |
| Hiszpania                         | 20                |
| Holandia (MegaCharts)             | 2                 |
| Niemcy                            | 8                 |
| Norwegia (VG-lista)               | 19                |
| Nowa Zelandia                     | 3                 |
| Stany Zjednoczone (Billboard 200) | 32                |
| Szwecja (Sverigetopplistan)       | 4                 |
| Wielka Brytania (UK Albums Chart) | 35                |

| Kraj                 | Certyfikat      |
| -------------------- | --------------- |
| Australia (ARIA)     | platynowa płyta |
| Niemcy (BVMI)        | złota płyta     |
| Nowa Zelandia (RMNZ) | platynowa płyta |